# Macrotritopus
Genre
Macrotritopus est un genre de pieuvres de la famille des Octopodidae.

## Liste des espèces
Selon World Register of Marine Species (23 juin 2024) :
- Macrotritopus beatrixi Guerrero-Kommritz & Rodriguez-Bermudez, 2018 -- Caraïbes
- Macrotritopus defilippi (Vérany, 1851) -- Méditerranée et Atlantique proche

## Systématique
Le nom valide complet (avec auteur) de ce taxon est Macrotritopus Grimpe, 1922.
Macrotritopus a pour synonyme :
- Octopus (Macrotritopus) Grimpe, 1922

## Publication originale
- (de) G. Grimpe, « Systematische Üebersicht der Europäischen Cephalopoden », Sitzungsberichte der Naturforschenden Gesellschaft zu Leipzig, Allemagne, nos 45-48,‎ 1922, p. 36-52.